# ソリー・ズッカーマン

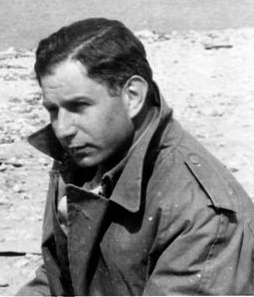

ズッカーマン男爵、ソリー・ズッカーマン（Solly Zuckerman, Baron Zuckerman, 1904年5月30日 - 1993年4月1日）は、イギリスの公務員、動物学者、科学顧問。南アフリカ共和国のケープタウン生まれ。ケープタウン大学、ユニヴァーシティ・カレッジ病院（ロンドン）で学んだ。1928年にロンドン動物学会に入会、1932年まで研究解剖学者として働いた。

## 生涯
第二次世界大戦中、イギリス政府による研究計画に従事し、人間や建造物に対する爆発の影響、1943年のイタリア領パンテレリア島爆撃（Operation Corkscrew）の査定などを行った。1943年王立協会フェロー選出。戦後、1946年から1968年にかけてバーミンガム大学で解剖学教授を務めた。また、1960年に国防省の主席科学顧問、その後の1964年から1971年までイギリス政府の首席科学顧問を務めた。核開発には戦時中から反対派であった。
ズッカーマンは下記の3校で教鞭を執った。
- オックスフォード大学 （1934年 - 1945年）
- バーミンガム大学 （1946年 - 1968年）
- イースト・アングリア大学 （1969年 - 1974年）

ロンドン動物学会では、1955年から1977年まで秘書官、1977年から1984年まで会長を務めた。
霊長類行動学の開拓者としての業績を残した。他に、科学を政府政策の一部に定着させたとして称賛された。
代表的な著作に、The Social Life of Monkeys and Apes （1931年）、Scientists and War （1966年）がある。また、2冊の自伝： From Apes to Warlords、Monkeys Men and Missiles を著した。1964年にバス勲章、1968年にメリット勲章、1971年に一代貴族ズッカーマン男爵の爵位を授与された。